# Кутузов, Иван Иванович
Иван Ива́нович Куту́зов (16 (28) мая 1885 — 16 августа 1937) — советский партийный, государственный и профсоюзный деятель.

## Биография
Родился 16 (28) мая 1885 года в деревне Новосёлки Гжатского уезда Смоленской губернии в крестьянской семье. Образование — два класса школы. С 1900 года работал в Москве разносчиком газет, на текстильной фабрике, на красильных предприятиях.
В революционном движении участвовал с 1906 года. Один из организаторов профсоюзов текстильщиков. Неоднократно арестовывался. В 1917 году был избран членом Моссовета, председателем Московского областного союза текстильщиков.
В 1921—1922 годах — член ЦК РКП(б) и кандидат в члены Оргбюро ЦК РКП(б).
С 1918 по 1927 г. — Председатель ЦК союза текстильщиков. Избирался членом Президиума ВЦИК и ЦИК СССР, членом Президиума ВЦСПС. С 1927 г. — на административной работе.
С 1928 и до ареста в 1937 году был председателем Центральной комиссии содействия государственному кредиту и сберегательному делу при Президиуме ВЦИК.
Был расстрелян 16 августа 1937 года. Реабилитирован в 1956 году.
Сын Владимир — инженер-горняк, был женат на дочери поэта С. А. Есенина.